# Dischotrichia caelibata
Dischotrichia caelibata là một loài ruồi trong họ Tachinidae.